# لوئیز ردنپ
لوئیز ردنپ (انگلیسی: Louise Redknapp؛ زادهٔ ۴ نوامبر ۱۹۷۴) مجری و خواننده اهل انگلستان است.